# Municipio de Huitzuco de los Figueroa
El municipio de Huitzuco de los Figueroa es uno de los 81 municipios que conforman el estado de Guerrero, en México. Forma parte de la región Norte del estado y su cabecera municipal es la Ciudad de Huitzuco.

## Geografía

### Localización y extensión
El municipio de Huitzuco de los Figueroa se localiza al noreste del estado de Guerrero en la coordenadas geográficas 18°29’ y 17°37’ de latitud norte y 99°05’ de longitud oeste, formando parte de la región geoeconómica Norte. Tiene una superficie total de 921.9 km² representando el 1.4 % respecto a la superficie territorial total del estado. Limita al norte con el municipio de Buenavista de Cuéllar y el estado de Morelos, al sur con los municipios de Mártir de Cuilapan y Zitlala; al oriente con los municipios de Atenango del Río, Copalillo y el estado de Puebla y al poniente con los municipios de Iguala de la Independencia y Tepecoacuilco de Trujano.

### Orografía e Hidrografía
A lo largo del territorio del municipio, se extienden tres diferentes tipos superficiales de relieve, los accidentados, que ocupan un 40 % de la superficie municipal, alcanzan alturas de hasta 1,500 metros sobre nivel del mar y se localizan en las partes oeste, sureste y norte, justo en su colindancia con el estado de Puebla. Destacan los cerros de Ostotepec que sobrepasa los 1,600 m s. n. m. y el Coscomaltepec que supera los mil quinientos metros. Las zonas semiplanas se localizan en la parte centro y sur del territorio extendiéndose en un 50 % de la superficie municipal y están conformadas por lomeríos que alcanzan alturas entre los 1,000 a 1,500 metros sobre nivel del mar, en ezte tipo de relieve resaltan elevaciones de cerros como el Palmar, el Mohoneras, Potrero y Coyontépetl. Las zonas planas abarcan solo un 10 % de la superficie y se ubican en el centro del municipio, dentro de esta zona destaca el cerro Copala con 896 metros. La cabecera municipal, la ciudad de Huitzuco, se encuentra a 940 metros sobre nivel del mar en una de las zonas más planas del territorio, mientras que la localidad con más altitud es Tecoacuilco con 1,400 m s. n. m.
El municipio de Huitzuco de los Figueroa forma parte de la Región hidrológica del Río Balsas y a su vez de dos cuencas del mismo, que son la del Río Grande de Amacuzac, esta se extiende en las zonas centro, oriente y norte del territorio, en los límites con el municipio de Atenango del Río y el estado de Puebla, y la del Río Balsas-Mezcala que proviene del oeste y sur del municipio, en las colindancias con los municipios de Tepecoacuilco de Trujano, Mártir de Cuilapan, Buenavista de Cuéllar y parte de Copalillo. Existen también en el municipio las lagunas La Villegas y El Pilar, arroyos como El Potrero, Grande, Cahuata, Huitzuco y Ojo de Agua que son de caudal temporal. También cuenta con la presa Atopula.

### Climas y ecosistemas
Prácticamente en todo el territorio municipal el clima que prevalece es muy cálido, presentándose un clima de tipo cálido subhúmedo con lluvias en verano, en algunas partes del norte, específicamente en los límites con el estado de Morelos; el clima varía a semicálido subhúmedo con lluvias en verano, esto también en algunas partes del suroeste del territorio. Hacia el sur, en los límites con los municipios de Mártir de Cuilapan y Tepecoacuilco de Trujano se presenta un clima semiseco muy cálido y cálido. La temperatura media anual en el municipio, aunado a su situación en una región cálida es una de las más calurosas en el estado, variando de los 26 a los 30 °C en casi todo el municipio, exceptuando una muy pequeña porción hacia el sur donde suelen presentarse temperatura de los 26 a 28 °C. La precipitación media anual se presenta en diferentes porciones respecto al territorio, hacia el noroeste, en su colindancia con el estado de Morelos alcanza los 1,200 mm, siendo esta la región más lluviosa del municipio; En gran parte del centro, se presentan precipitaciones de 1,000 mm, siendo esta la precipitación más abundante en el territorio; Hacia el sur se genera una precipitación promedio de 800 mm.
La vegetación que predomina es la Selva Baja Caducifolia que cubre en su mayoría todo el territorio municipal, esta se conforma por árboles de altura baja menor a los 15 metros y de troncos cortos y torcidos que en época de secas que en ocasiones desprenden sus hojas parcialmente o en su totalidad. Algunos ejemplares de este tipo de vegetación son el tepehuaje (Lisoloma acapulcenis), el guaje, entre algunos más. En algunos zonas se llevan a cabo actividades relacionadas con la agricultura. También existen áreas donde hay palmerales y hacia el norte bosques. Entre la fauno del territorio se distinguen especies animales como el Coyote, zorrillo, camaleón, víbora de cascabel, paloma, gavilán, tlacoache, zanate, escorpión, rata, iguana, culebra, lagartija, venado, mapache, tejón.

## Demografía
Conforme a los resultados presentados por el Instituto Nacional de Estadística y Geografía en el XII Censo General de Población y Vivienda 2000, la población total del municipio era hasta ese año de 35,688 habitantes, de las cuales 16,934 eran hombres y 18,734 mujeres, lo que representó el 47.2 % y 52.8 %, respectivamente. La población total del municipio representó el 1.15 % con relación a la población total del estado.
Para el 2005, con el II Conteo de Población y Vivienda efectuado por el mismo organismo, el municipio contó hasta ese entonces con un total de 35,055 habitantes, de los cuales 16,386 eran hombres y 18,669 mujeres. En cifras porcentuales, el 46.7 % de la población es de sexo masculino; el 34.8 % de la población es menor de 15 años de edad, mientras que el 55.1 se encuentra entre los 15 y los 65 años de edad. A su vez, el 5.8% de la población de 5 y más años habla alguna lengua indígena. Por otro lado, un 55.5 % de la población del municipio reside en localidades de 2,500 y más habitantes.

### Localidades

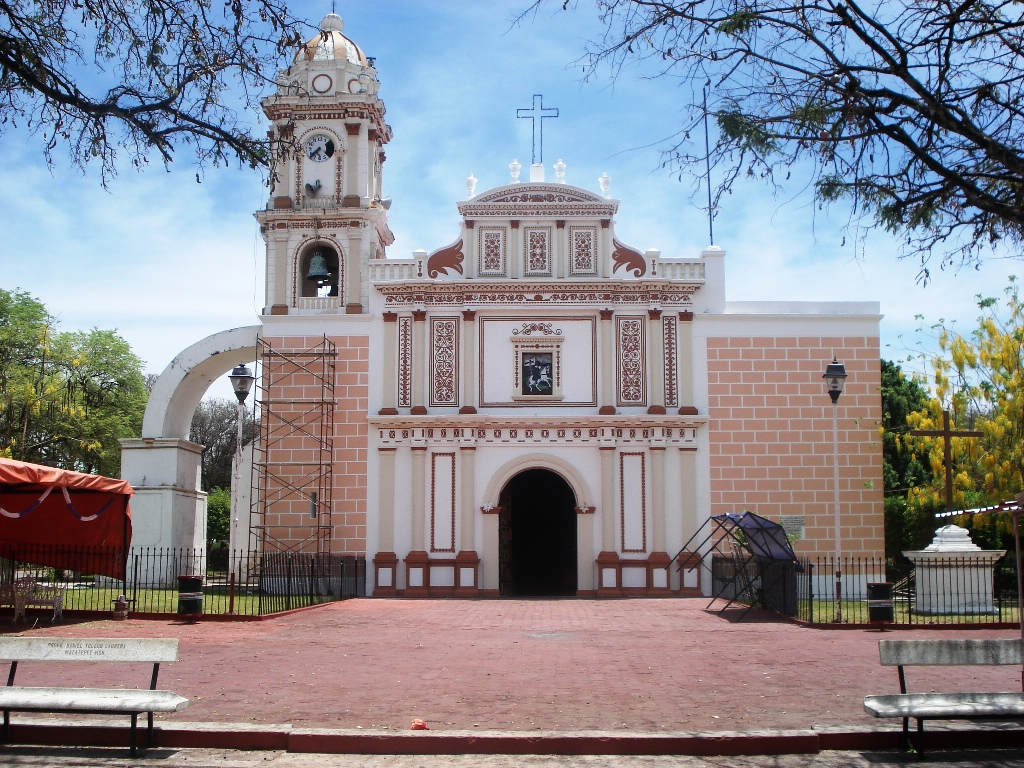
Iglesia de la ciudad de Huitzuco.

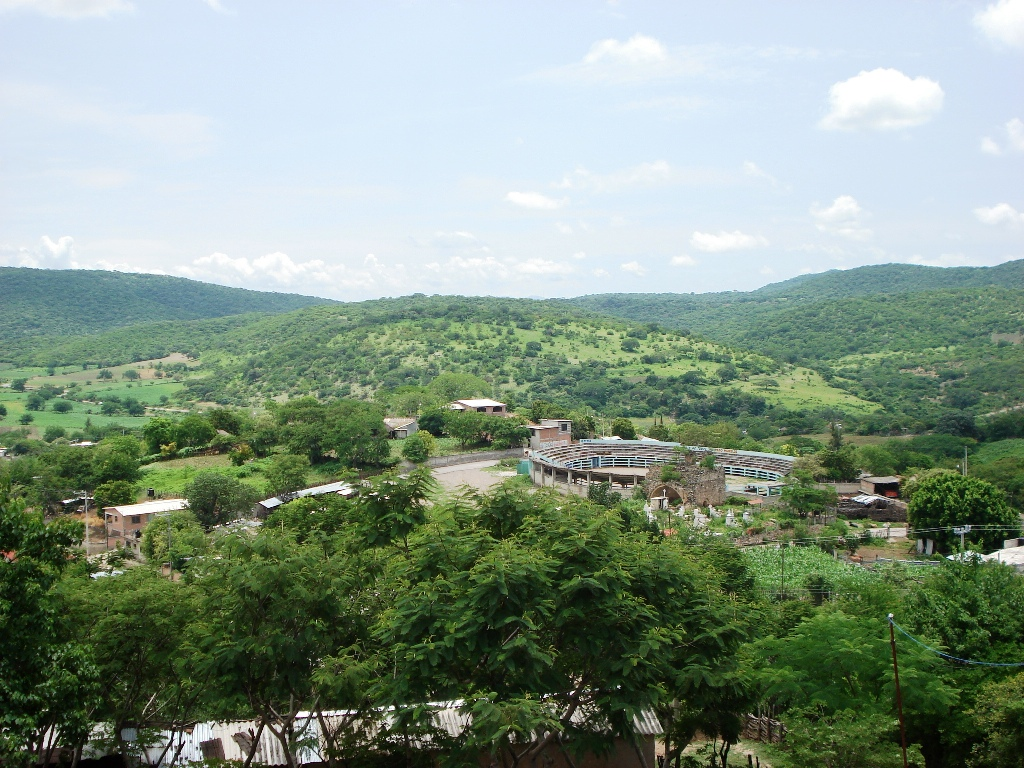
La población de Paso Morelos.

En el censo de 2020 el municipio de Huitzuco de los Figueroa contaba con 42 localidades.
| Código INEGI      | Localidad                | Población (2020) |
| ----------------- | ------------------------ | ---------------- |
| 120340001         | Ciudad de Huitzuco       | 17 550           |
| 120340047         | Tulimán                  | 3 511            |
| 120340044         | Tlaxmalac                | 2 109            |
| 120340030         | Pololcingo               | 1 660            |
| 120340018         | Chaucingo                | 1 297            |
| 120340037         | San Miguel de las Palmas | 1 178            |
| 120340029         | Paso Morelos             | 1 081            |
| Otras localidades | Otras localidades        | 8 207            |
| Total municipal   | Total municipal          | 36 593           |

## Política y gobierno

### Administración municipal

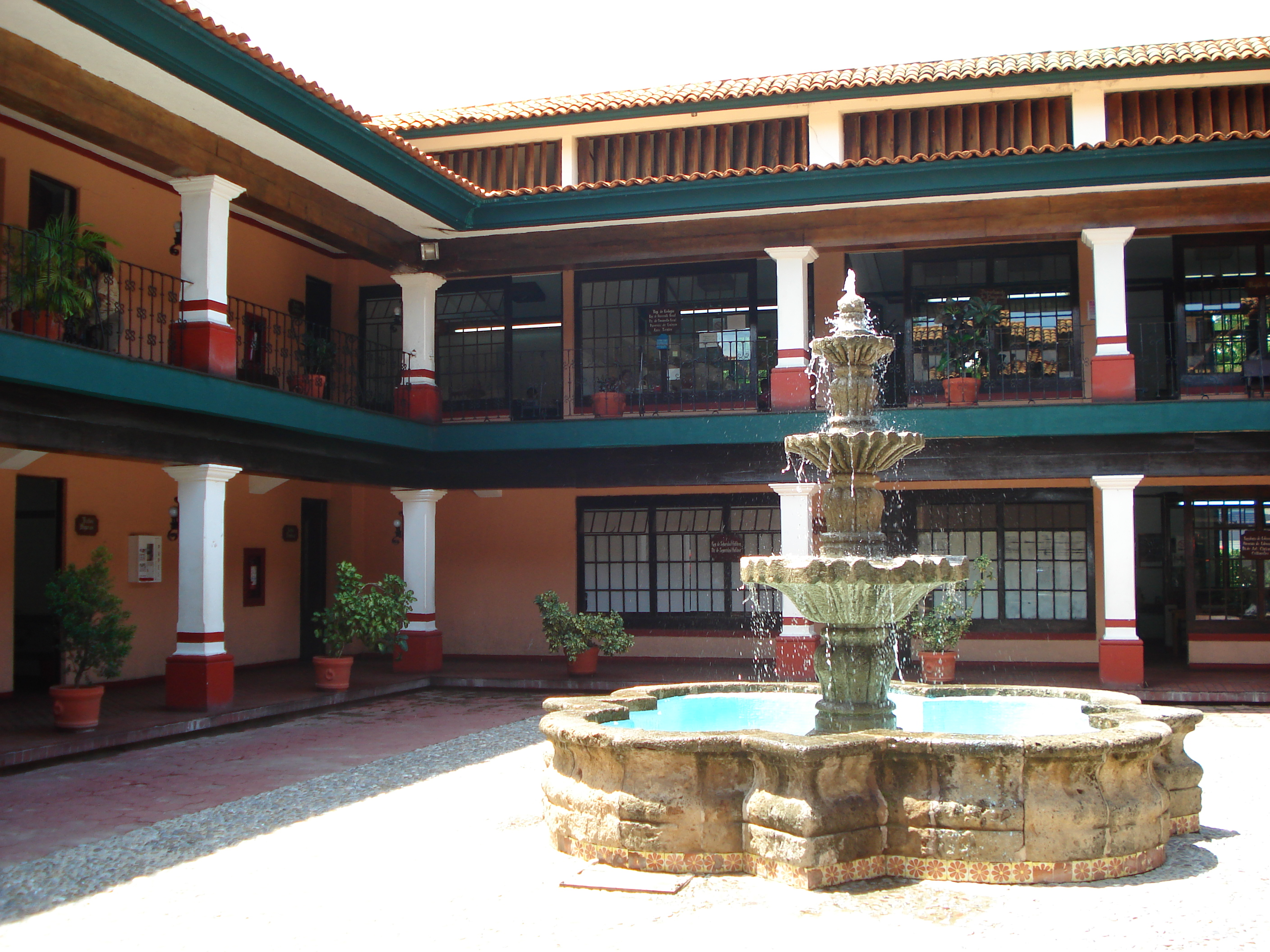
Interior del H. Ayuntamiento de Huitzuco de los Figueroa en la cabecera municipal.

El gobierno del municipio de Huitzuco de los Figueroa está conformado por un Ayuntamiento, un síndico procurador y un cabildo formado por cuatro regidores por mayoría relativa y dos por representación proporcional, todos son electos mediante una planilla única para un periodo de tres años no renovables para el periodo inmediato, pero si de manera no continúa, las elecciones se celebran el primer domingo del mes de junio y el ayuntamiento entra a ejercer su cargo el día 1 de octubre del mismo año de las elecciones, a partir del año 2021.

### Representación legislativa
Para la elección de los Diputados locales al Congreso de Guerrero y de los Diputados federales a la Cámara de Diputados de México, Huitzuco de los Figueroa se encuentra integrado en los siguientes distritos electorales:
Local:
- Distrito electoral local de 23 de Guerrero con cabecera en la Ciudad de Huitzuco.[16]

Federal:
- Distrito electoral federal 2 de Guerrero con cabecera en Iguala.[17]

### Cronología de presidentes municipales
| Período   | Presidente municipal             |
| --------- | -------------------------------- |
| 1955-1956 | Manuel Uriza Marbán              |
| 1969-1971 | Eduardo Figueroa Esquivel        |
| 1972      | José Inocente García Bahena      |
| 1972-1974 | Roberto Soto Garduño             |
| 1975-1977 | Alfonso Toledo Figueroa          |
| 1978-1980 | Rogelio Figueroa Alcocer         |
| 1981-1983 | Atenodoro Robles Ocampo          |
| 1984-1986 | Esther Velazco Girón             |
| 1987-1989 | Luis Toribio Casarrubias Estrada |
| 1990-1993 | Andrés Abundes Orihuela          |
| 1993-1996 | Mario Ocampo Vicario             |
| 1996-1999 | Juan Miguel Noveron Herrera      |
| 1999-2002 | Eduardo Castro Vergara           |
| 2002-2005 | José Luis Ávila López            |
| 2005-2008 | Héctor Ocampo Arcos              |
| 2009-2012 | Isidro Miranda Madrid            |
| 2012-2015 | Norberto Figueroa Almazo         |
| 2015-2018 | José Luis Ávila López            |
| 2018-2021 | José Luis Ávila López            |
| 2021-2024 | Eder Nájera Nájera               |